# Matilda Ksjesinskaja

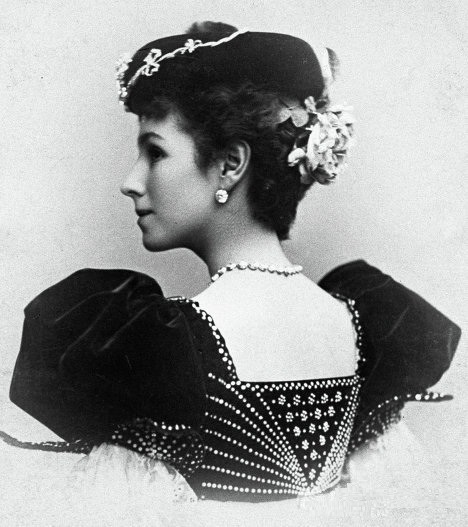
Mathilde Ksjesinska

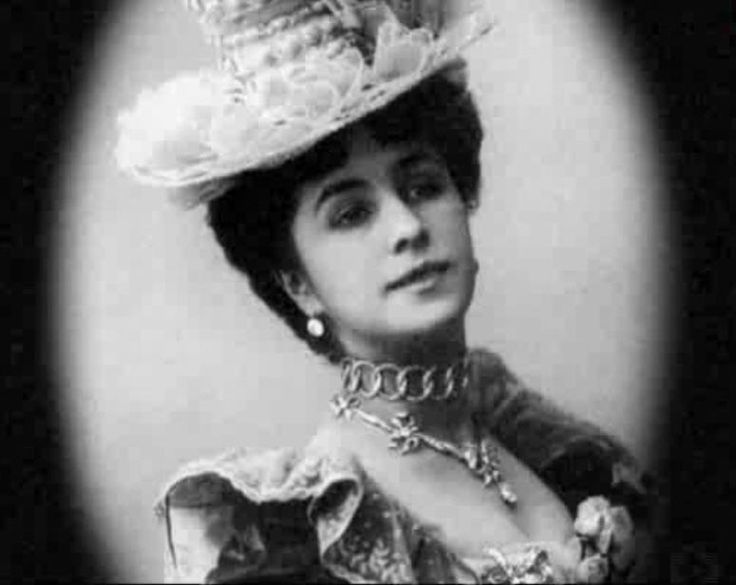
Mathilde Ksjesinska

Matilda-Marie Feliksovna Ksjesinskaja (Pools: Matylda Krzesińska, Russisch: Матильда Феликсовна Кшесинская) (Ligovo, nabij Peterhof, 31 augustus 1872 - Parijs, 6 december 1971) was een Russisch balletdanseres van Poolse herkomst.

## Leven
Ksjesinska werd geboren in een Poolse familie die verbonden was aan het Peterburgse Mariinskitheater. Ook zij was voorbestemd als ballerina, maakte in 1890 haar debuut bij het Mariinskiballet, waar Marius Petipa haar leermeester was. In 1896 werd ze prima ballerina. Haar manier van dansen stond bekend als gracieus en uitdrukkingsvol, maar er werd ook wel gezegd dat ze haar reputatie deels te danken had aan haar nauwe relaties met de tsarenfamilie. Ksjesinska was een rivale van Olga Preobrazjenska en liet een keer een kooi met kippen los op het toneel terwijl Preobrazjenska een rol in La Fille Mal Gardée danste die ze zelf had willen hebben. In 1902, toen ze zelf zwanger was, coachte ze Anna Pavlova in de rol van Nikia in La Bayadère.
Ksjesinska kende een bewogen liefdesleven. Reeds op haar zeventiende, in 1890, werd ze de minnares van de latere tsaar Nicolaas II. Die relatie duurde ruim drie jaar tot hij in 1894 trouwde met Alix van Hessen-Darmstadt. Later onderhield ze een soort van "menage-à-trois" met de groothertogen Sergej Michajlovitsj en Andrej Vladimirovitsj. In 1902 kreeg ze een zoon, Vladimir (1902-1974), van wie ze later zou zeggen dat ze nooit zeker heeft geweten wie de vader was.
Na de Russische Revolutie week Ksjesinska uit naar Frankrijk, eerst naar de Côte d'Azur en uiteindelijk naar Parijs. Daar huwde ze met haar eerdere minnaar Andrej Vladimirovitsj en liet zich voortaan prinses Romanova-Ksjesinskaja noemen. Ze speelde een vooraanstaande rol in de Parijse gemeenschap van witte emigranten. In 1929 opende ze een balletschool waar ze later bekend geworden ballerina's opleidde, zoals Margot Fonteyn, Alicia Markova en Tamara Toumanova. In 1936 had ze zelf haar laatste balletuitvoering, op 64-jarige leeftijd. In 1960 publiceerde ze onder de titel Souvenirs de la Kschessinska haar memoires. Ze overleed in 1971, 99 jaar oud.

## Galerij

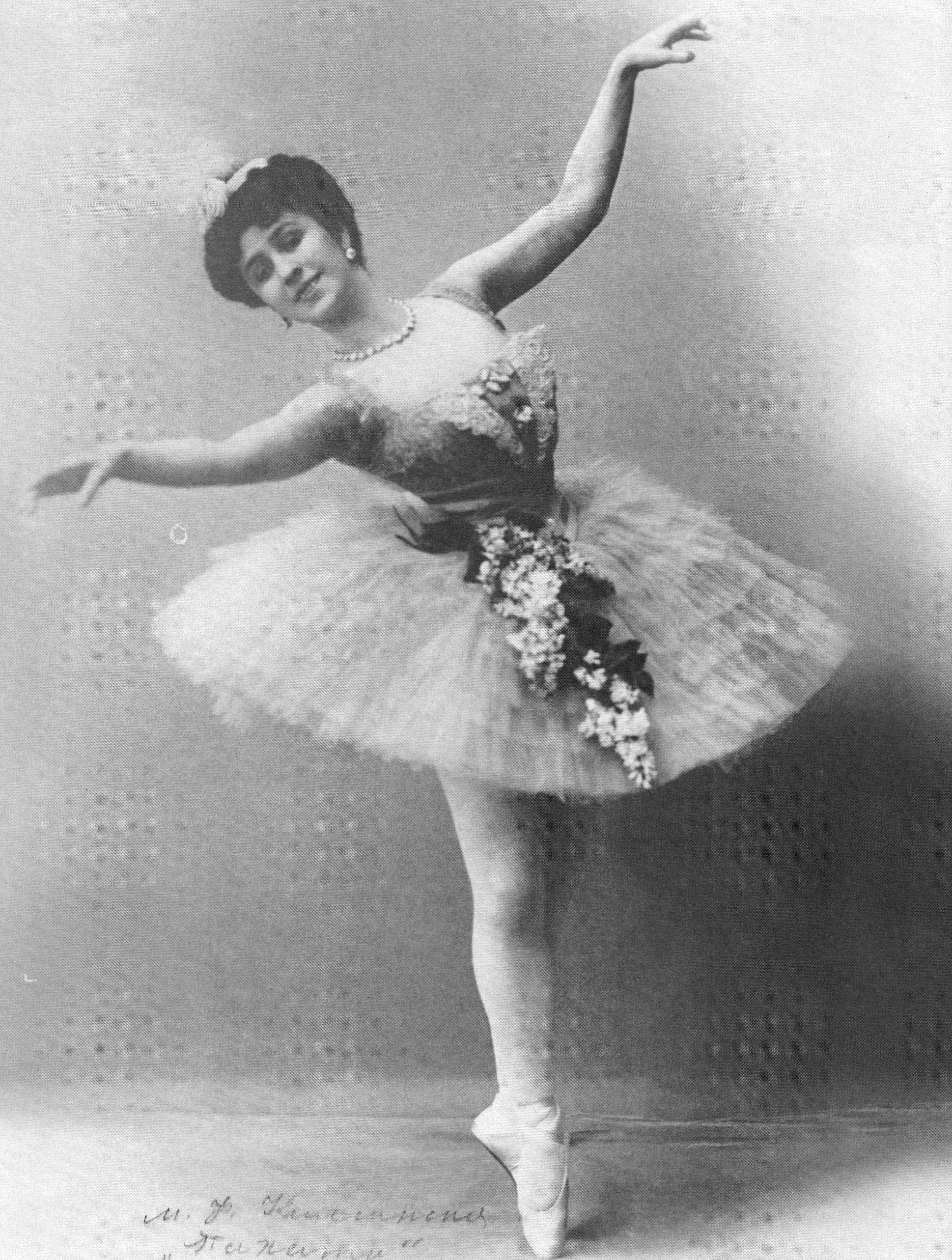
Als Niriti in De Talisman
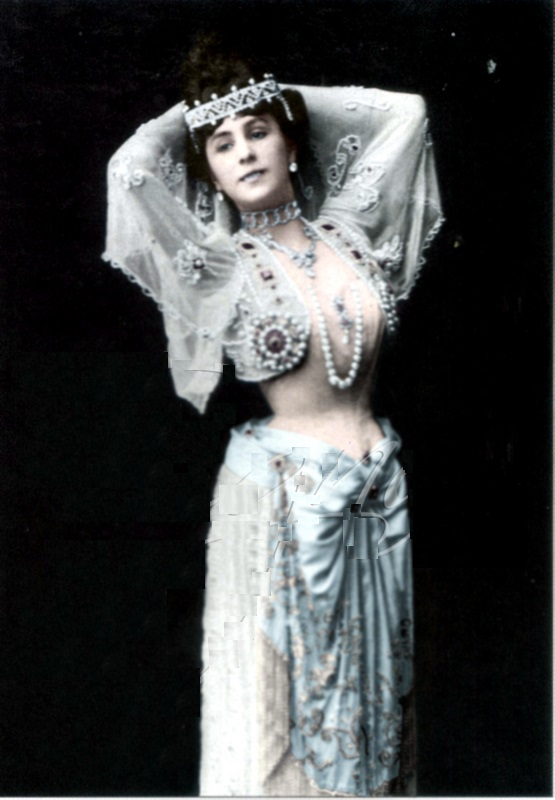
Cleopatra, 1903
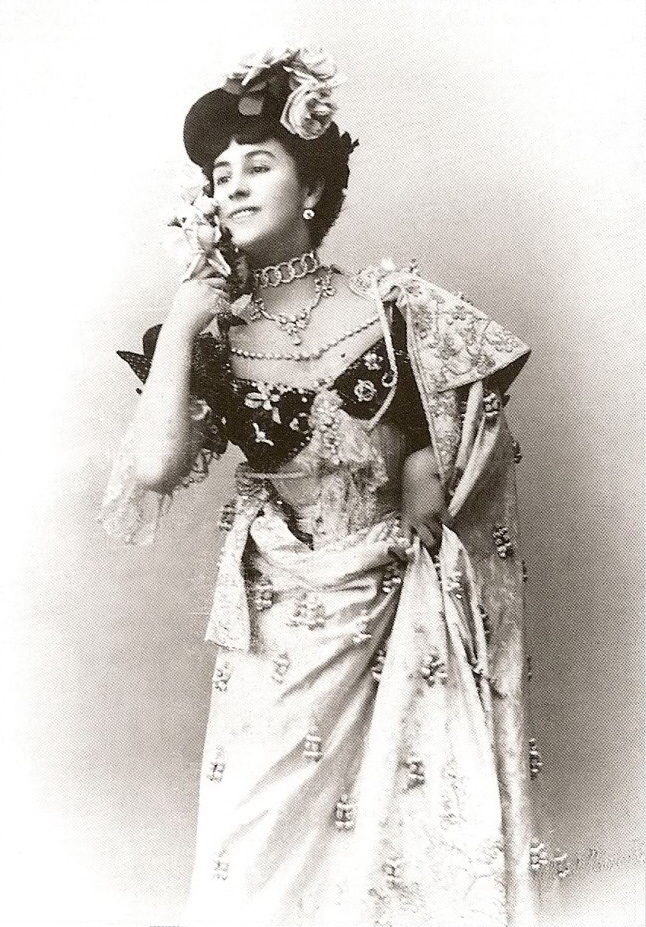
Foto tussen 1900 en 1910

## Noot
1. ↑  Toen Vladimir Lenin in 1917 vanuit ballingschap terugkeerde naar Sint-Petersburg, sprak hij de Peterburgse menigte toe vanaf het geconfisqueerde luxueuze huis van Ksjesinska, waar nu een museum voor politieke geschiedenis is gevestigd.